# 黄凤祝
黄凤祝，福建石狮人，德国慕尼黑大学哲学博士，上海同济大学欧洲文化研究院教授。主要研究方向为德国哲学、德语诗学、东西方哲学比较研究。

## 教育背景
黄凤祝出生于福建石狮市，幼年随家人远赴海外，先后就读于香港英明小学、澳门慈幼学校以及马尼拉中正中学。中学期间主编校刊，开始在中文报刊发表新诗、散文和小说。1967年中学毕业之后，进入菲律宾大学攻读物理学，同时在菲律宾中正学院选修中国文史。1971年获得德国卡尔·杜伊斯堡奖学金，在维尔茨堡南德塑胶中心学习塑料加工专业。1974年进入德国慕尼黑大学学习哲学、政治学和汉学专业，师从埃尔玛·特里普透教授、沃尔夫冈·利安得·鲍尔教授和高特弗里德－卡尔·金德曼教授，1982年获得慕尼黑大学哲学博士学位。

## 学术经历
二十世纪八十年代，黄凤祝在西德首都波恩从事出版、策展等工作，致力于中德文化交流。他主编翻译出版了一系列“伤痕文学”、“改革文学”和“知青文学”作品，并与德国汉学家顾彬合作出版德文版中国文学艺术杂志《龙舟》（Drachenboot - Zeitschrift für moderne chinesische Literatur und Kunst）。1986年，被聘为上海国际问题研究院特约研究员；1998至2008年，在德国科隆大学中国现代文学与哲学系讲授中西哲学比较研究；2007年回国，担任上海同济大学欧洲文化研究院和人文学院教授，主要研究方向包括德国哲学、东西哲学比较研究、艺术哲学、德语诗学和城市社会学等。
自2005年起，在香港《明报月刊》开设“远西近思”专栏，撰写文章近百篇，介绍当代西学思潮。

## 出版物

### 著作
- 黄凤祝／刘丽荣，《美狄亚的愤怒——对欧洲政治、社会与艺术的沉思》，上海：同济大学出版社，2011 （ISBN 9787560845678）
- 黄凤祝，《城市与社会》，上海：同济大学出版社，2009 （ISBN 9787560838762）
- 沈汉／黄凤祝，《反叛的一代：20世纪60年代西方学生运动》，兰州：甘肃人民出版社，2002（ISBN 9787226026052）
- 黄凤祝，《海因里希·伯尔：一个被切碎了的影像》，北京：三联书店，1996 （ISBN 9787108009913）
- Ng Hong Chiok, Staatstheorie von Marx und ihre Aktualität in unterentwickelten Ländern, München: tuduv, 1983 (ISBN 3-88073-129-2)

### 编著
- 黄凤祝／安妮主编，《王成艺术》，上海：同济大学出版社，2009（ISBN 9787560842011）
- 孙周兴／黄凤祝主编，《交互文化沟通与文化批评》，上海：译文出版社，2005（ISBN 9787532738793）
- 高宣扬／黄凤祝主编，《西方文化丛书》25卷，香港三联书店／台湾远流出版社联合出版，1987-1992
- Ng Hong-chiok (Hrsg.), Gu Gan - Moderne chinesische Kalligraphie und Malerei, Bonn: Engelhardt-Ng Verlag, 1987 (ISBN 3-924716-70-6)

### 译著
- 《解读凯尔泰斯》，原著：Imre Kertész，香港：明报出版社，2002（ISBN 9789629737900）
- 《阳光经济》，原著：Hermann Scheer，北京：三联书店，2000（ISBN 9787108015075）
- 《自然不可改良》，原著：José Lutzenberger，北京：三联书店，1999（ISBN 9787108013002）
- 《伯尔文论》，原著：Heinrich Böll，北京：三联书店，1996（ISBN 9787108009951）
- Gedichte Li Qingzhao, Einleitung und Übersetzung von Ng Hong-Chiok u. Anne Engelhardt, Bonn: Engelhardt-Ng Verlag, 1985 (ISBN 3924716013)

## 外部連結
- 同济大学欧洲文化研究院顺利启动“欧洲论坛” （页面存档备份，存于）2008年11月13日，中国高校人文社会科学信息网